# Joseph-Louis-Justin Vidal
Joseph-Louis-Justin Vidal, francoski general, * 1875, † 1962.